# Hárskút
Hárskút là một thị trấn thuộc hạt Veszprém, Hungary. Thị trấn này có diện tích 34,46 km², dân số năm 2010 là 670 người, mật độ 19 người/km².